# Cavid Hüseynov
Cavid Şakir oğlu Hüseynov (auch Javid Huseynov; * 9. März 1988 im Rajon Cəbrayıl, Aserbaidschanische SSR) ist ein aserbaidschanischer ehemaliger Fußballspieler.

## Karriere

### Verein
Hüseynov begann seine Profifußballkarriere bei PFK Turan Tovuz und spielte 2005 leihweise bei MOİK Baku PFK. Zum Sommer 2007 verließ er Tovuz ganz und spielte nachfolgend für mehrere Vereine der höchsten aserbaidschanischen Spielklasse, der Premyer Liqası.
Zur Saison 2010/11 wechselte er zum Traditionsverein Neftçi Baku. Mit diesem gelang ihm 2010/11 und 2011/12 die Meisterschaft der Premyer Liqası.
Zur Saison 2012/13 wechselte er in die türkische TFF 1. Lig zum Aufsteiger Adana Demirspor. Dort spielte er nur ein Jahr und schloss sich dann dem FK Baku an. Von 2014 bis 2019 stand er bei FK Qəbələ unter Vertrag und ging dann weiter zu Zirə FK.

### Nationalmannschaft
Hüseynov debütierte am 4. Juni 2008 beim 2:1-Sieg gegen Andorra für die aserbaidschanische Nationalmannschaft; seither bestritt er 59 Länderspiele im Nationaldress und erzielte 2 Tore.

## Persönliches
Hüseynov verbrachte wegen Beteiligung an Totschlag knapp neun Monate im Gefängnis. Er wurde nach einem Spiel seines Vereins aufgrund einer Provokation vom Journalisten Rasim Әliyev scharf kritisiert. Hüseynov vereinbarte im August 2015 daraufhin ein Treffen mit dem Journalisten unter dem Vorwand einer Versöhnung. Tatsächlich empfing ihn Hüseynovs Cousin mit einem Schlägertrupp, der Әliyev so schwere Verletzungen zufügte, dass dieser an den Folgen dieses Zwischenfalls verstarb. Hüseynov wurde zunächst zu vier Jahren Haft verurteilt,  später wurde diese Strafe auf 14 Monate herabgesetzt, was unter Menschenrechtsaktivisten große Kritik hervorrief. Schlussendlich wurde er wegen guter Führung sogar noch früher (nach nicht einmal zehn Monaten) freigelassen. Sein erstes Spiel nach seiner Enthaftung bestritt er am 26. März 2017 im WM-Qualifikationsspiel gegen Deutschland.

## Erfolge
- Aserbaidschanischer Meister: 2008, 2010, 2011, 2012